# エファビレンツ
エファビレンツ(efavirenz, EFV)は商標名のサスティバ(Sustiva)などで販売されるHIV/エイズの予防と治療に用いられる抗レトロウイルス薬である。一般的に他の抗レトロウイルス薬との併用が勧められる。注射針による怪我やその他の潜在するウイルスに曝露した場合の感染予防に用いられる。単体または混合薬のエファビレンツ/エムトリシタビン/テノフォビルで売られる。投与法は経口である。
主な副作用には発疹、吐き気、頭痛、疲労感、不眠症などがあげられる。一部の発疹にはスティーブンス・ジョンソン症候群など重度の副作用がある。その他の重度の副作用には、うつ病、自殺願望、肝臓病、発作があげられる。妊娠中の使用は安全ではない。非核酸系逆転写酵素阻害剤(NNRTI)の一つであり、その作用機序は逆転写酵素の働きを阻害することで効果がある。
エファビレンツが米国で医薬品として承認されたのは1998年である。世界保健機関の必須医薬品リストに掲載されており、最も効果的で安全な医療制度に必要とされる医薬品である。2015年の時点では後発医薬品としては入手できない。開発途上国での卸売価格は1か月分約$3.27～$9.15米ドルである。2015年時点の米国での一般的な1か月分の薬にかかる費用は$200米ドル以上である。